# Sumpf-Reitgras
Das Sumpf-Reitgras (Calamagrostis canescens), auch Lanzettliches Reitgras oder Moor-Reitgras, ist eine Pflanzenart aus der Gattung Reitgräser (Calamagrostis) innerhalb der Familie der Süßgräser (Poaceae).

## Beschreibung

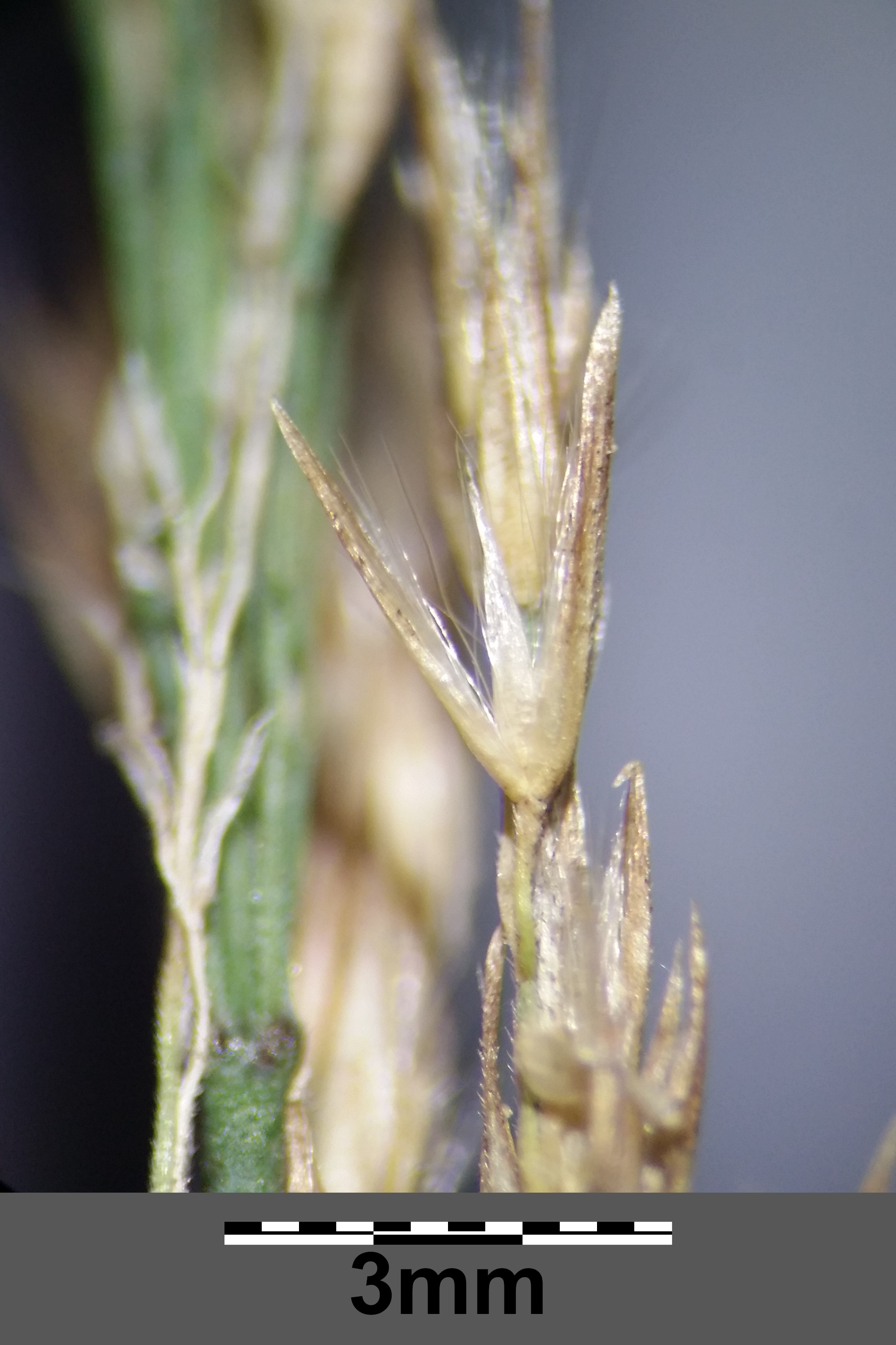
Ährchen

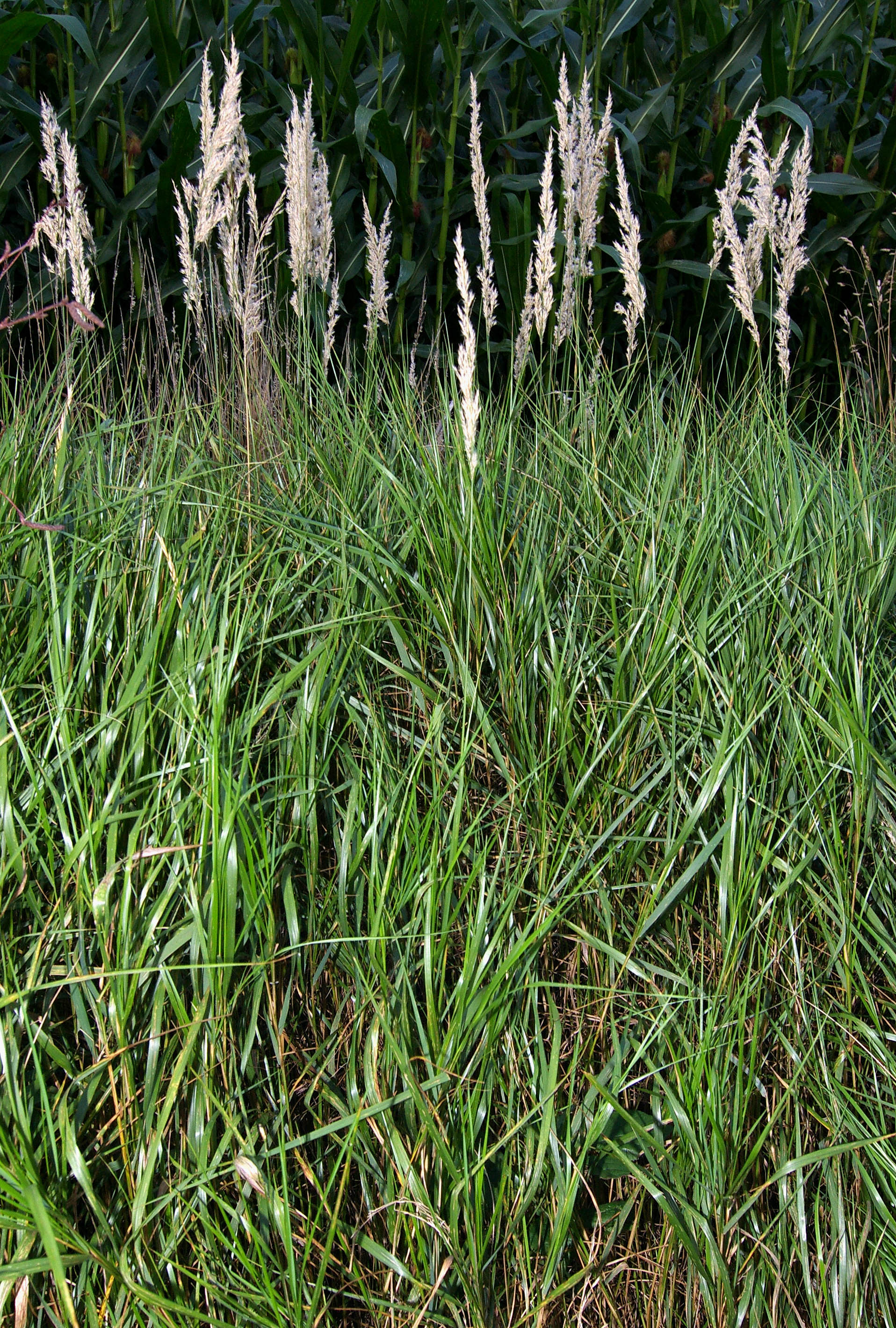
Bestand zur Fruchtzeit

### Vegetative Merkmale
Das Sumpf-Reitgras ist eine ausdauernde krautige Pflanze, die Wuchshöhe, von 60 bis 120, selten bis zu 150 Zentimetern erreicht. Da sie lange unterirdische Ausläufer bildet, wächst sie in dichten rasigen Beständen. Die oberirdischen Pflanzenteile erscheinen hellgrün-glänzend. Die zahlreichen Erneuerungstriebe wachsen extravaginal empor. Die Halme stehen aufrecht und sind unterhalb des Blütenstandes oft rau, ansonsten glatt. Bei kräftigen Exemplaren ist der Halm an den unteren Knoten verzweigt. Ein Halm ist mit drei bis fünf, selten bis zu sechs Knoten gegliedert.
Die wechselständig am Halm angeordneten Blatt (Pflanze)|Laubblätter sind in Blattscheide und -spreite gegliedert. Die Blattscheiden sind glatt und kahl. Das Blatthäutchen (Ligula) ist 2 bis 3, selten bis zu 5 Millimeter lang, kahl, nach oben verschmälert und an der Spitze gestutzt. Die flache oder eingerollte Blattspreite ist bis zu 40 Zentimeter lang und 3 bis 6, selten bis zu 8 Millimeter breit. An der Oberseite ist die Blattspreite gerippt und weißhaarig. Diese Behaarung (Indument) führte auch zum Art-Epitheton canescens = weißgrau werdend. Auf beiden Seiten und am Rand ist die Spreite rau. Die Spreitenunterseite ist glänzend.

### Blütenstand und Blüten
Die Blütezeit reicht von Juni bis August. Der lockere bis dichte rispige Blütenstand weist eine Höhe von 5 bis, meist 10 bis 25 Zentimetern und eine Breite von 3 bis 6 Zentimetern. Zur Anthese stehen die Rispenäste ausgebreitet und schlaff, teilweise auch überhängend. Die Äste sind bis zu 8 Zentimeter lang und stehen zu dritt bis fünft in Büscheln.
Ein Ährchen ist 4,5 bis 6 Millimeter lang, von hellgrüner Farbe und häufig violett überlaufen. Über dem Blütchen befindet sich kein Achsenfortsatz. Die Hüllspelzen sind nur wenig ungleich, wobei die untere etwas länger als die obere ist. Die Hüllspelzen sind einnervig, 4,5 bis 6 Millimeter lang und von lanzettlicher bis spitzer Gestalt. Am Grund der Deckspelze stehen dicht Haare, die mit 3 bis 3,5 Millimetern Länge die Deckspelze überragen. Diese ist fünfnervig und 2 bis 2,5 Millimeter lang, von breit lanzettlicher Form und zarthäutig. Oben ist sie kurz zweispaltig mit abgerundeten Seitenlappen. Die Granne entspringt an der Ausrandung der Deckspelze oder leicht darunter. Sie ist so lang wie oder maximal 1 Millimeter länger als die Seitenlappen. Die Staubbeutel sind etwa 1,5 Millimeter lang, hellbraun und hängen während der Anthese aus den Spelzen heraus.
Die Chromosomenzahl beträgt 2n = 28.

## Vorkommen, Gefährdung und Nutzung
Das Sumpf-Reitgras ist von Europa bis zur Türkei und Sibirien weitverbreitet Es ist ein temperates bis boreales Florenelement mit einem Schwerpunkt im subozeanischen Bereich auf. Es hat Vorkommen fast in ganz Europa außer in Portugal, Irland, Island und der südlichen Balkanhalbinsel. Das Sumpf-Reitgras ist auch in Mitteleuropa heimisch. Das Sumpf-Reitgras ist im Osten und Norden Deutschlands verbreitet, ansonsten selten. In Österreich kommt es im Waldviertel zerstreut, ansonsten selten vor, in den Alpen und im nördlichen Alpenvorland gilt es als stark gefährdet. In Liechtenstein fehlt es, in der Schweiz gilt es als „verletzlich“. Das Sumpf-Reitgras kommt bis in die montane Höhenstufe vor und steigt im Schwarzwald am Schluchsee bis zu eine Höhenlage von 900 Metern.  Auch in den Allgäuer Alpen überschreitet es die Höhengrenze von 800 Metern nicht.

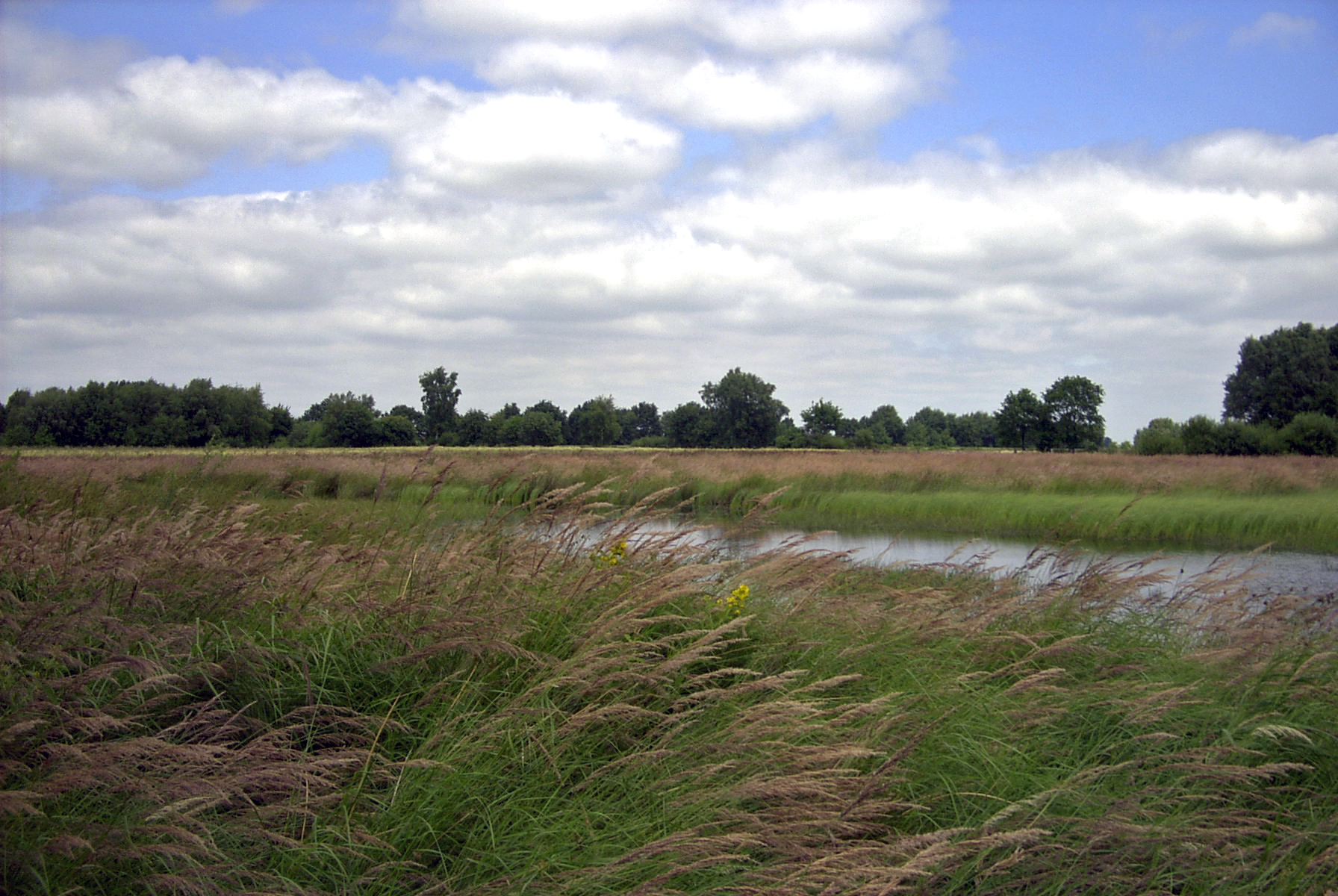
Sumpf-Reitgras bestandsbildend an einem norddeutschen Schlatt

Das kräftige Gras kommt in Flachmooren, Niedermoorwiesen, an Ufern (besonders schilfreiche Seeufer) und in Gebüschen (besonders Erlenbrüchen) auf nährstoffreichen, schlecht durchlüfteten und anmoorigen Böden vor. Es ist ein ausgesprochener Staunässezeiger, sowie eine Halbschattenpflanze, ein Mäßigwärme- und Mäßigsäurezeiger. Im Schatten bleibt es häufig steril.
Im pflanzensoziologischen System wird das Sumpf-Reitgras als eine mäßig stete Ordnungscharakterart der Erlenbruchwälder (Alnetalia glutinosae) betrachtet. Im Grasland zeigt es ehemalige Bruchwaldstandorte an. Als Futtergras ist es wertlos; lediglich ganz jung kann es als Notfutter verwendet werden. Es wird jedoch früh schneidend scharfrandig. Gelegentlich findet es als Streu Verwendung.
Die ökologischen Zeigerwerte nach Landolt et al. 2010 sind in der Schweiz: Feuchtezahl F = 4+w+ (nass aber stark wechselnd), Lichtzahl L = 3 (halbschattig), Reaktionszahl R = 3 (schwach sauer bis neutral), Temperaturzahl T = 3+ (unter-montan und ober-kollin), Nährstoffzahl N = 3 (mäßig nährstoffarm bis mäßig nährstoffreich), Kontinentalitätszahl K = 4 (subkontinental).

## Taxonomie und Systematik
Die Erstveröffentlichung erfolgte 1753 als Arundo calamagrostis durch Carl von Linné in Species Plantarum, Tomus 1, S. 82. In der Gattung Calamagrostis kann aber das Epithet calamagrostis nicht verwendet werden. Die nächste gültige Beschreibung findet sich als Arundo canescens in Friedrich Heinrich Wiggers: Primitiae florae holsaticae... S. 10, Kiel 1780. Albrecht Wilhelm Roth gab ihr daher 1789 in Tentamen florae germanicae Band 2, S. 93 in der Gattung Calamagrostis den heute gültigen Namen Calamagrostis canescens (F.H. Wigg.) Roth. Synonyme sind Arundo canescens Web. und Calamagrostis lanceolata Roth.
Es gibt Pflanzenexemplare, die in ihren Ährchen-Merkmalen zwischen Calamagrostis canescens und Calamagrostis phragmitoides stehen. Diese werden als Calamagrostis ×vilnensis Besser oder Calamagrostis canescens subsp. vilnensis (Besser) Scholz bezeichnet. Sie besitzen einen Fortsatz an der Ährchenachse. Ihre Granne ist länger und entspringt unterhalb des Einschnitts. Diese Sippe kommt in Europa vor in Norwegen, Schweden, Finnland, Deutschland, Polen, Litauen und in der Ukraine.

## Trivialnamen
Für das Sumpf-Reitgras bestehen bzw. bestanden, zum Teil auch nur regional, auch die weiteren deutschsprachigen Trivialnamen: Dach (Schlesien), Federgras, Rietgras, Riethrhürgras (bereits 1543 erwähnt) und Wassergras.